# Bernhard Kuhse

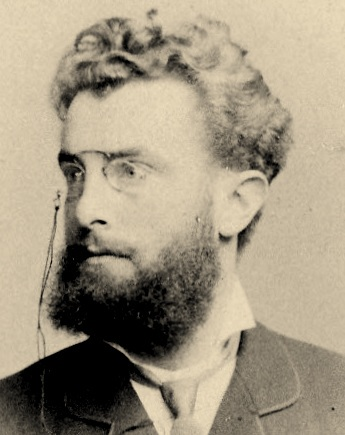
Bernhard Kuhse als Junglehrer in Bromberg (1890)

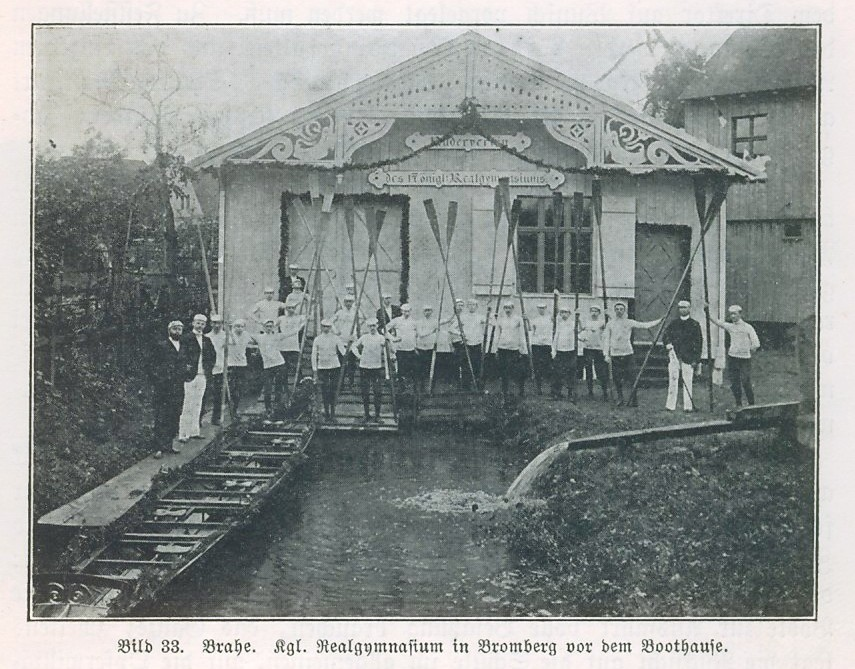
Bootshaus des Bromberger Schülerrudervereins (links Bernhard Kuhse)

Bernhard Kuhse (* 22. Februar 1856 in Köln; † 10. Juli 1917 in Berlin) war ein deutscher Lehrer und Pionier des Wanderruderns.

## Leben und Wirken
Nachdem Kuhse auf Umwegen und – nach einer abgebrochenen Karriere als Seemann – erst im fortgeschrittenen Alter von 24 Jahren das Abitur am Königlichen Realgymnasium in Bromberg (heute Bydgoszcz) abgelegt hatte, studierte er an der Universität Königsberg Mathematik und Physik, später in Berlin und Halle noch weitere Fächer und wurde 1886 nach Beendigung des Studiums Lehrer an seiner ehemaligen Schule in Bromberg. Dort unterrichtete er Englisch, Mathematik, Physik und Sport.
Da Kuhse seine Aufgabe nicht nur im Vermitteln von Wissen sah, gründete er am 26. Juni 1894 zusammen mit 23 Schülern einen Fußballverein, der zu den frühesten Schulsportvereinsgründungen in Deutschland zählt. Wenig später, am  2. September 1894, gründeten dieselben Schüler auf Betreiben von Bernhard Kuhse den Ruderclub Frithjof, dessen Präsident Kuhse in den Jahren 1898 bis 1904 sein sollte.
1904 wechselte Bernhard Kuhse als Lehrer an das Königliche Kaiser-Wilhelm-Realgymnasium nach Berlin, wo er neben seinen bisherigen Fächern auch Geographie unterrichtete. Seine große Leidenschaft für den Rudersport, insbesondere das Wanderrudern, führte dazu, dass er auch hier die Gründung eines Schulruderclubs initiierte. Das Wanderrudern, für ihn eine Art Anschauungsunterricht, beschreibt er in einer seiner Schriften wie folgt:

„Die verschiedenen Phasen der Entwicklung unserer Flussläufe in ihren unzähligen Windungen, mit ihrer anfangs schwachen, dann stärkeren Strömung im Oberlauf, zunehmenden Breite im Mittellauf und ihrem trägen Hinschleichen im Unterlauf lernen wir praktisch kennen und verschaffen uns ein genaues Bild von der Mündung, oft weit genauer, als es die Karten geben […]“

Der aufgrund seiner zahllosen Veröffentlichungen von seinen Zeitgenosse als „Ruderprofessor“ titulierte Kuhse organisierte mit den Jugendlichen seines Schülerrudervereins Kaiser Wilhelm regelmäßig Wochenendruderfahrten. Daneben standen auch Wettkämpfe auf der Agenda, jedoch gab er dem Wanderrudern („Weltanschauung durch Welt anschauen“) den Vorzug. Seine Bücher und Artikel in Fachzeitschriften machten ihn in Sportlerkreisen weithin bekannt. Auch der preußische Staat ehrte das Wirken des „Ruderprofessors“: 1906 wurde er zum „Rat IV. Klasse“ ernannt und 1908 überreichte ihm Kaiser Wilhelm II. den Roten Adlerorden IV. Klasse, den zweithöchsten Orden Preußens.
Neben seiner Lehrtätigkeit war er Protektor und Kassenwart, zuletzt auch Präsident des 1912 gegründeten Schüler-Ruderverbands Niederschöneweide. Dazu kam die Anleitung von Ruderlehrerkursen, die Mitarbeit im Unterausschuss für das Jugendrudern im Deutschen Ruderverband, die Arbeit als Fachreferent für das Schülerrudern in der Monatsschrift für das Turnwesen sowie die Leitung der Berliner Schülerregatten.
Im Alter von 61 Jahren erlitt Bernhard Kuhse einen Herzschlag und verstarb am 10. Juli 1917 in Berlin. Sein Wirken blieb für viele Jahre unvergessen. Wassersportbücher der Weimarer Republik zitierten ihn immer wieder und bis in die 1930er-Jahre trugen die Berliner Schülervereine untereinander jährlich ein Kuhse-Gedächtnis-Rennen aus.

## Werke (Auswahl)
- Im Schülerboot durch ostdeutsche Gewässer. Mit einem Vorwort über die weitere Entwicklung des Schülerruderns. In: „45. Jahresbericht des Königlichen Realgymnasiums zu Bromberg“, Gruenauersche Buchdruckerei Otto Grunwald, Bromberg 1896, S. 3–20.
- Im Schülerboot durch das nordwestliche Deutschland. In: „Jahresbericht des Königlichen Kaiser Wilhelms-Realgymnasiums Berlin über das Schuljahr Ostern 1906 bis Ostern 1907“, Druck von A. W. Hayn’s Erben, Berlin 1907, S. 3–30
- Schülerrudern – Geschichte und Betrieb. Weidmannsche Buchhandlung, Berlin 1908.
- Im Schülerboot nach dem Spreewalde. Pfingstfahrt des Rudervereins „Kaiser Wilhelm“. Hermann Paetel Verlag Berlin-Wilmersdorf 1912 (= Sammlung belehrender Unterhaltungsschriften, Band 46).
- Kaiser Wilhelm II. und das Rudern an den höheren Schulen Deutschlands. Weidmannsche Buchhandlung Berlin 1912

## Weitere Quellen
- GEB – Gießener Elektronische Bibliothek Personenlexikon von Lehrern des 19. Jahrhunderts: Teil Kaak bis Kysaeus, S. 590
- Jahresberichte des Königlichen Realgymnasiums zu Bromberg 1894 bis 1904.
- Festschrift zur Feier des Fünfzigjährigen Bestehens des Königlichen Realgymnasiums zu Bromberg 1901.
- Festschrift: 30 Jahre Ruder-Club Frithjof in Wort und Bild. Bromberg 1924.